# Gavilán (etnia)
Los gavilán fueron una tribu coahuilteca que habitó, a finales del siglo XVII, en el Bolsón del Mapimí, región entre Chihuahua y Coahuila, en México, y que llegaron en algunos momentos a emigrar más allá del Río Bravo.